# Georgetown (Illinois)
Georgetown – miasto w Stanach Zjednoczonych, w stanie Illinois, w hrabstwie Vermilion.